# Andrei Igorov
Andrei Igorov (* 10. Dezember 1939 in Brăila; † 10. November 2011) war ein rumänischer Kanute.

## Erfolge
Andrei Igorov, der für den CSA Steaua Bukarest aktiv war, startete bei den Olympischen Spielen 1964 in Tokio im Einer-Canadier auf der 1000-Meter-Strecke. Als Zweiter seines Vorlaufs hinter Jürgen Eschert qualifizierte er sich für den Endlauf, den er nach 4:37,89 Minuten ebenfalls auf dem zweiten Platz abschloss. Wieder war Jürgen Eschert schneller gewesen, der 2,7 Sekunden vor Igorov das Ziel erreichte. Dritter wurde Jewgeni Penjajew aus der Sowjetunion, der eine halbe Sekunde langsamer als Igorov war.
Ein Jahr zuvor hatte er sich bei den Weltmeisterschaften in Jajce bereits die Silbermedaille im Einer-Canadier auf der 10.000-Meter-Strecke gesichert. In derselben Disziplin wurde er ebenfalls in Jajce im Jahr 1963 auch Vizeeuropameister. 1965 in Bukarest und 1967 in Duisburg gelang ihm dann jeweils bei den Europameisterschaften der Titelgewinn.